# Heteroconis javanica
Heteroconis javanica är en insektsart som beskrevs av Monserrat 1982. Heteroconis javanica ingår i släktet Heteroconis och familjen vaxsländor. Inga underarter finns listade i Catalogue of Life.